# Bertoldo de Merania
Bertoldo de Andechs-Merania (Bamberg, 1180 - 23 de mayo de 1251) fue un obispo alemán.
Bertoldo fue el hijo de Bertoldo IV de Andechs e Inés de Rochlitz, perteneciente a la noble familia bávara de Andechs, margraves de Istria. Sus hermanos fueron el duque Otón de Merania, el obispo de Bamberg Egberto de Andechs, la duquesa y santa Eduvigis de Silesia y la reina de Francia Inés, otra hermana, Gertrudis, se casó con el rey Andrés II de Hungría y se convirtió en la madre de santa Isabel. Una tía de Bertoldo, Matilda, se convirtió en condesa de Gorizia.
Con la boda de su hermana con el rey húngaro, Bertoldo obtuvo posiciones importantes en los ámbitos civiles y eclesiásticos; y se convirtió en conde en 1207 llegando a ser obispo de Kalocsa, nominación que el papa Inocencio III confirmó pero solo en 1212 debido a la falta de edad y la ausencia de experiencia. Probablemente por esta razón, Bertoldo fue después a Vicenza para continuar sus estudios.
En 1209 Bertoldo se convirtió en ban de Croacia, Dalmacia y Eslavonia, y en 1212 también se convirtió en voivoda de Transilvania y virrey.
La nobleza húngara resintió la influencia que la reina bávara tenía sobre su marido y las preferencias otorgadas a los nobles alemanes que a la nobleza local y organizaron una conspiración en 1213, aprovechando la ausencia del rey que estaba de cacería en Halych, llevó a la reina a su muerte.
Bertoldo se salvó con dificultad del complot y huyó con sus hermanos.